# Arnošt Josef z Valdštejna
Arnošt Josef z Valdštejna, případně z Waldsteinu (7. června 1654 Praha – 28. června 1708 Praha) byl český šlechtic, podnikatel a politik. Vynikl jako budovatel rozsáhlého rodového majetku ve středních a severních Čechách. Od smrti Albrechta z Valdštejna byl v dějinách rodu jedním z nejbohatších Valdštejnů.

## Rodina
Pocházel z tzv. hrádecké větve rodu Valdštejnů. Byl synem hraběte Ferdinanda Arnošta z Valdštejna († 1656), předčasně zemřelého politika a diplomata, a jeho druhé manželky Marie Eleonory, rozené hraběnky z Rottalu (1629–1655). Měl dva starší bratry Ferdinanda Františka (1651–1667) a Jana Maxmiliána (1652–1668), oba však zemřeli v dětském věku. V roce 1679 se v Praze oženil s Marií Annou Kokořovcovou z Kokořova (1651–1687), vdovou po Maxmiliánu z Fürstenberka (1651–1676), který padl ve válce. Marie Anna Kokořovcová proslula především jako iniciátorka vzniku křížové cesty pod hradem Bezděz. Z jejich manželství se narodilo šest dětí, synové František Josef (1680–1722) a Jan Josef (1684–1731) si rozdělili dědictví po otci a na rozdíl od něj se také více angažovali ve státních úřadech.

## Majetkové poměry a stavební aktivity

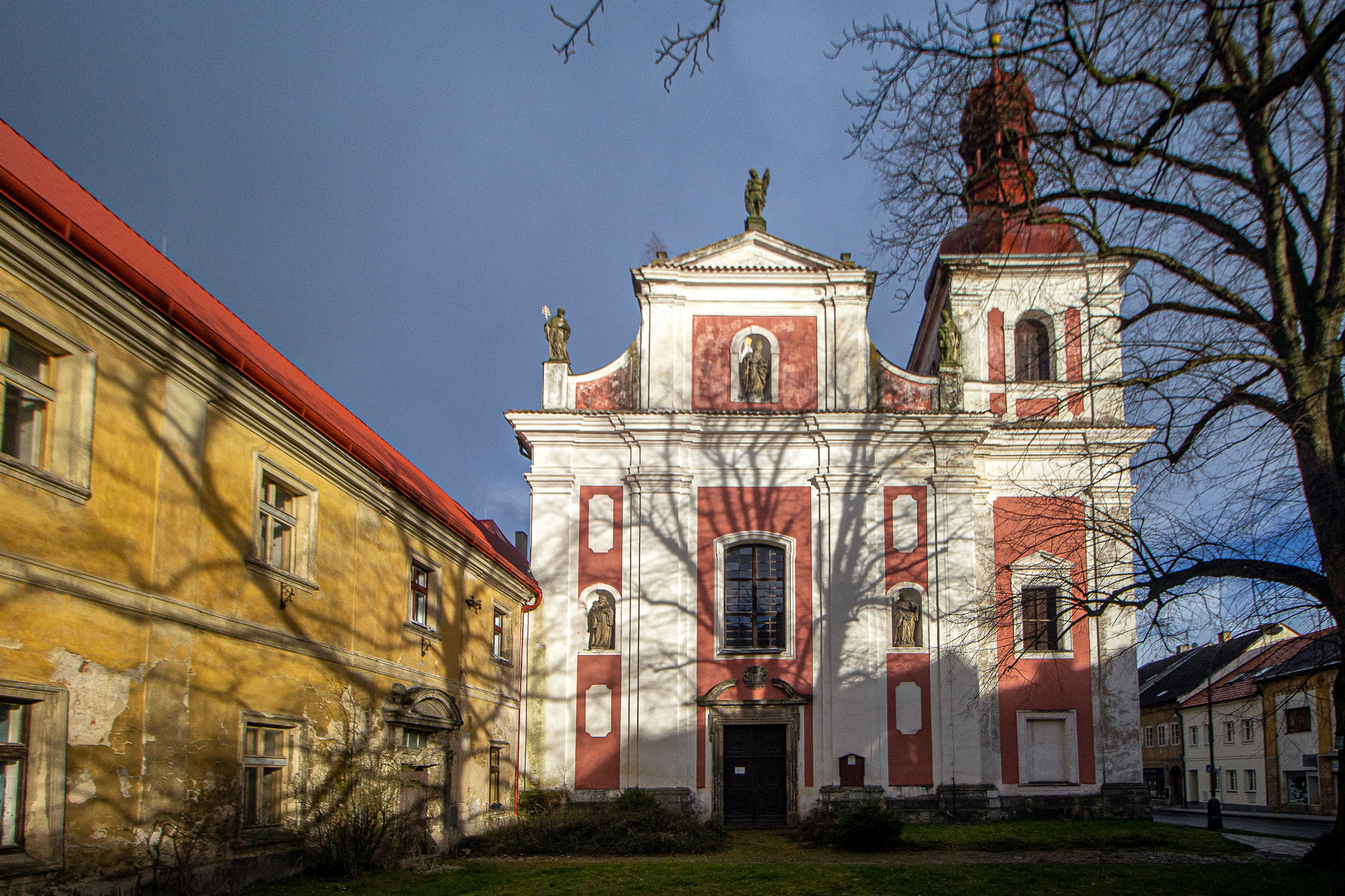
Klášter augustiniánů s kostelem sv. Václava v Bělé

V roce 1674 převzal do vlastní správy majetek zděděný po otci (panství Zvířetice, Valečov, Hrubá Skála, Klášter Hradiště nad Jizerou), po 

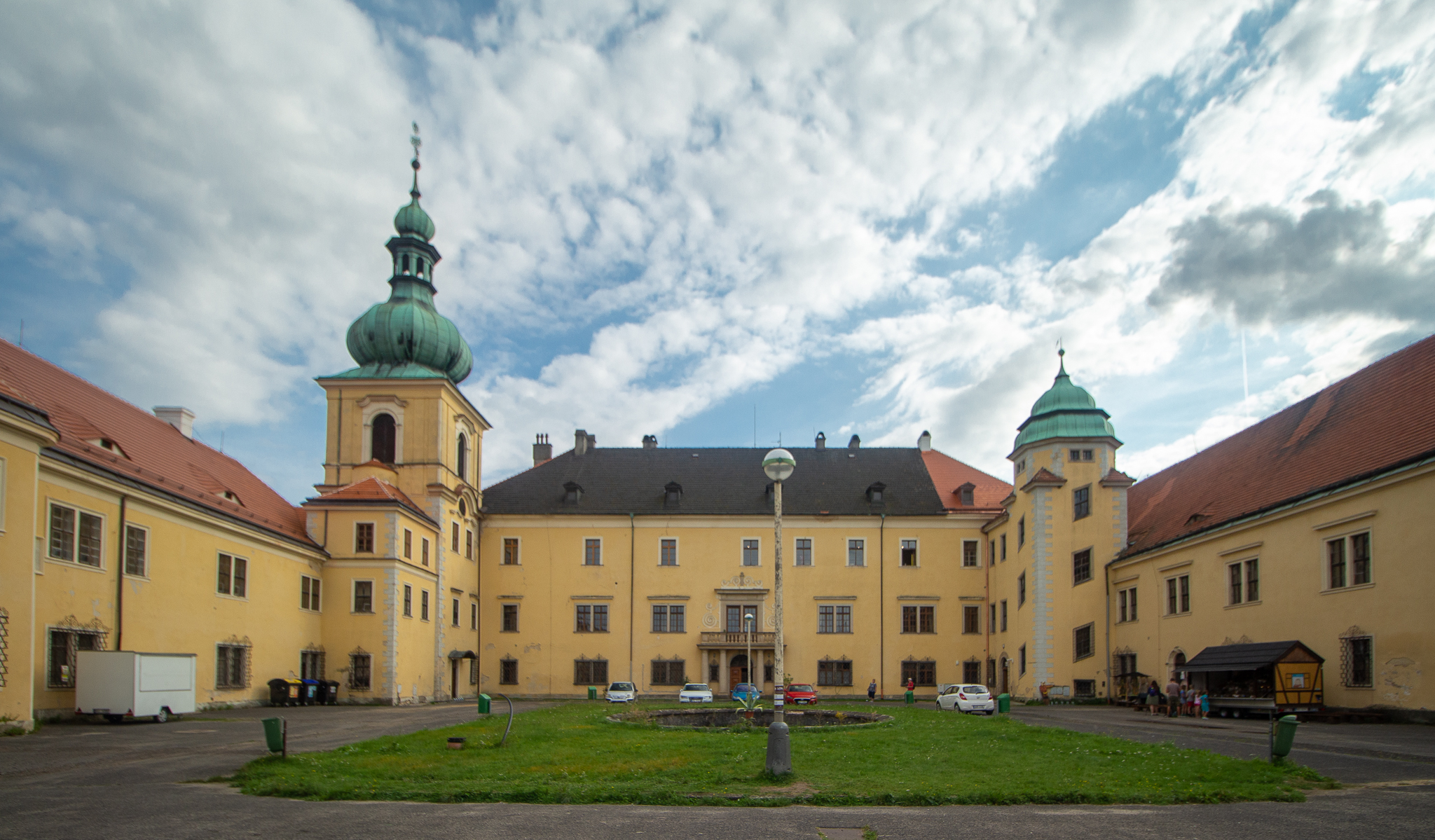
Zámek Doksy

matce zdědil panství Štiřín u Prahy. Již v roce 1675 koupil od svého strýce Karla Ferdinanda panství Mnichovo Hradiště. O dva roky později dalším nákupem získal Bělou pod Bezdězem a v roce 1680 od hrabat Heissensteinů zakoupil panství Doksy. Za Mnichovo Hradiště, Bělou a Doksy zaplatil Arnošt Josef třičtvrtě miliónu zlatých, na Mladoboleslavsku pak skupoval ještě další menší statky, aby dosáhl kompaktního pozemkového celku (posledním významným nákupem bylo panství Zásadka za 100 000 zlatých v roce 1695). Kromě vlastního majetku spravoval jako poručník za svého mladšího syna Jana Josefa panství Duchcov, zděděný po strýci, pražském arcibiskupovi Janu Bedřichovi z Valdštejna.
Nejvýznamnější akvizicí Arnošta Josefa z Valdštejna se stala koupě panství Křivoklát v roce 1685. Tento přesun dosud korunního majetku do soukromého vlastnictví (Valdštejn jej kupoval od zástavního držitele Ferdinanda ze Schwarzenbergu) vyvolal ve své době značnou pozornost. Za bezmála půl miliónu zlatých získal panství zahrnující 3 města, 54 vesnic, 4 hrady a 2 zámky. Na svých panstvích podporoval různorodé podnikatelské aktivity, z Křivoklátska se snažil vybudovat centrum železářství, což mělo úspěch především za války o španělské dědictví, kdy byla zvýšená poptávka po munici a palných zbraních.
I když byl ambiciózním podnikatelem zaměřeným především na zisk, ve vztahu k poddaným zachovával všechny právní regule, proto se selské bouře v roce 1680 jeho majetku zcela vyhnuly. Privilegiem z roku 1700 dokonce snížil povinné platby městu Bělé pod Bezdězem, naopak se nevyhnul dlouholetým sporům s městem Turnov, které spadalo pod mnichovohradištské panství. Své ekonomické zájmy hájil především vůči majitelům sousedních panství, což jej vedlo k četným soudním sporům, díky svému finančnímu zázemí si ale mohl dovolit najímat nejlepší právníky. V době jeho úmrtí se výnos statků pohyboval kolem 30 000 zlatých ročně, dalších 250 000 zlatých měl jako pohledávky u četných věřitelů, půjčkami podporoval také církevní dráhu svého strýce, pražského arcibiskupa Jana Bedřicha z Valdštejna, nebo diplomatickou kariéru bratrance Karla Arnošta.
Stavební úpravy probíhaly za Arnošta Josefa na zámcích v Bělé pod Bezdězen a v Doksech, hlavním rodovým sídlem se ale tehdy stalo Mnichovo Hradiště, kde v letech 1697–1703 probíhala nákladná přestavba zámku pod vedením italského architekta M. A. Canevalla. V Mnichově Hradišti ještě před stavbou zámku založil kapucínský klášter. Stavební aktivity se dotkly i křivoklátského panství (například v Krušovicích, zde se ale jednalo jen o budování hospodářského zázemí). Další dosud honosné hrady a zámky se však v této době postupně měnily v ruiny (Hrubá Skála, Zvířetice, Valečov, Zásadka). Zámek Klášter Hradiště nad Jizerou v sousedství Mnichova Hradiště byl zachován díky tomu, že sem byla umístěna centrální správa valdštejnských panství.

## Veřejná činnost
V letech 1672–1674 pobýval u dvora ve Vídni, pak ale veškerou energii věnoval budování rodového dominia v severních a středních Čechách a nabídky ke vstupu do státních služeb odmítal. Obdržel čestné hodnosti císařského tajného rady a komořího, byl jmenován i královským místodržícím v Čechách, ale politickým aktivitám se vyhýbal, jeho další cesty k císařskému dvoru do Vídně byly již jen ojedinělé a týkaly se spíše soukromých záležitostí. V letech 1694–1695 byl principiálním komisařem českého zemského sněmu, ačkoliv se nikdy předtím sněmovních jednání nezúčastnil. V květnu 1708 byl jmenován nejvyšším hofmistrem Českého království a zdá se, že jeden z nejvyšších postů v zemské správě získal odměnou za půjčku ve výši 100 000 zlatých, kterou krátce předtím poskytl státu v době války o španělské dědictví. Funkci nejvyššího hofmistra ale prakticky nevykonával, protože zemřel necelý měsíc poté.